# بوبي مونتغومري
بوبي مونتغومري (بالإنجليزية: Poppy Montgomery)‏ (ولد بوبي باتل إيما إليزابيث ديفيراوكس دوناغو، 19 يونيو 1972) ممثلة أمريكية أسترالية عرفت بتجسيدها دور عميلة مكتب التحقيقات الفدرالي سمانثا سباد على قناة سي بي إس في مسلسل الدرامي الخيال الغامض دون أثر من 2002 إلى 2009، ولعبت دور المحققة كاري ويلز على قناة سي بي إس / أي آند اي في المسلسل البوليسي الدرامي لا تنسى من 2011 حتى عام 2016 

## نشأتها
ولدت بوبي مونتغومري في 15 يونيو 1972 وتركت المدرسة في سن 14 سنة، وفي سن 16 تركت بيت أسرتها وقررت السفر إلى الخارج للتعرف على جوانب أخرى من الحياة، وفي سن 18 عامًا سافرت إلى أمريكا التي كانت عتبة النجومية بالنسبة لها.

## حياتها المهنية
تواصلت في بداية وجودها مع وكالة النجمة الهوليوودية جوليا روبرتس ثم مع وكالات فنية أخرى إلى أن حصلت على عدة أدوار صغيرة منها مسلسل إدارة شرطة نيويورك زرقاء عام 1993 و Party of Five عام 1994 و Relativity عام 1996 والفيلم التليفزيوني The Cold Equations عام 1996 أيضًا.
وكان مفتاح النجاح والشهرة لبوبي مونتجمري هو مسلسل Without a trace الذي أدت فيه دور محققة بمكتب التحقيقات الفيدرالي آف بي أي.

## روابط خارجية
- بوبي مونتغومري على موقع IMDb (الإنجليزية)
- بوبي مونتغومري على موقع ميتاكريتيك (الإنجليزية)
- بوبي مونتغومري على موقع روتن توميتوز (الإنجليزية)
- بوبي مونتغومري على موقع قاعدة بيانات الأفلام العربية
- بوبي مونتغومري على موقع قاعدة بيانات الأفلام العربية
- بوبي مونتغومري على موقع ألو سيني (الفرنسية)
- بوبي مونتغومري على موقع أول موفي (الإنجليزية)
- بوبي مونتغومري على موقع قاعدة بيانات الأفلام السويدية (السويدية)
- بوبي مونتغومري على موقع إن إن دي بي (الإنجليزية)
- بوبي مونتغومري على موقع قاعدة بيانات الفيلم (الإنجليزية)